# Le Chien jaune
Le Chien jaune je francouzský hraný film z roku 1932, který režíroval Jean Tarride. Jedná se o adaptaci stejnojmenného románu Georgese Simenona. Roli komisaře Maigreta hrál režisérův otec Abel Tarride. Snímek měl světovou premiéru 29. června 1932.

## Děj
Komisař Maigret je povolán do Concarneau, aby vyřešil záhadu řady zločinů spáchaných za velmi záhadných okolností. Ukrytý za okny kavárny se postupně stane součástí tajného života skupiny přátel podniku. Případ se mu podaří vyřešit jedině tak, že se vžije do kůže jistého žlutého psa...

## Obsazení
| Abel Tarride    | komisař Maigret       |
| Rosine Deréan   | Emma                  |
| Rolla Norman    | Léon                  |
| Robert Le Vigan | doktor Ernest Michoux |
| Jacques Henley  | Pommeret              |
| Anthony Gildès  | lékárník              |
| Robert Lepers   | inspektor             |
| Jean Gobet      | obchodní cestující    |
| Paul Azaïs      | námořník              |
| Paul Clerget    | starosta              |
| Fred Marche     | Servières             |
| Jane Loury      | majitelka hotelu      |